# Mayor-Synagoge (Istanbul)

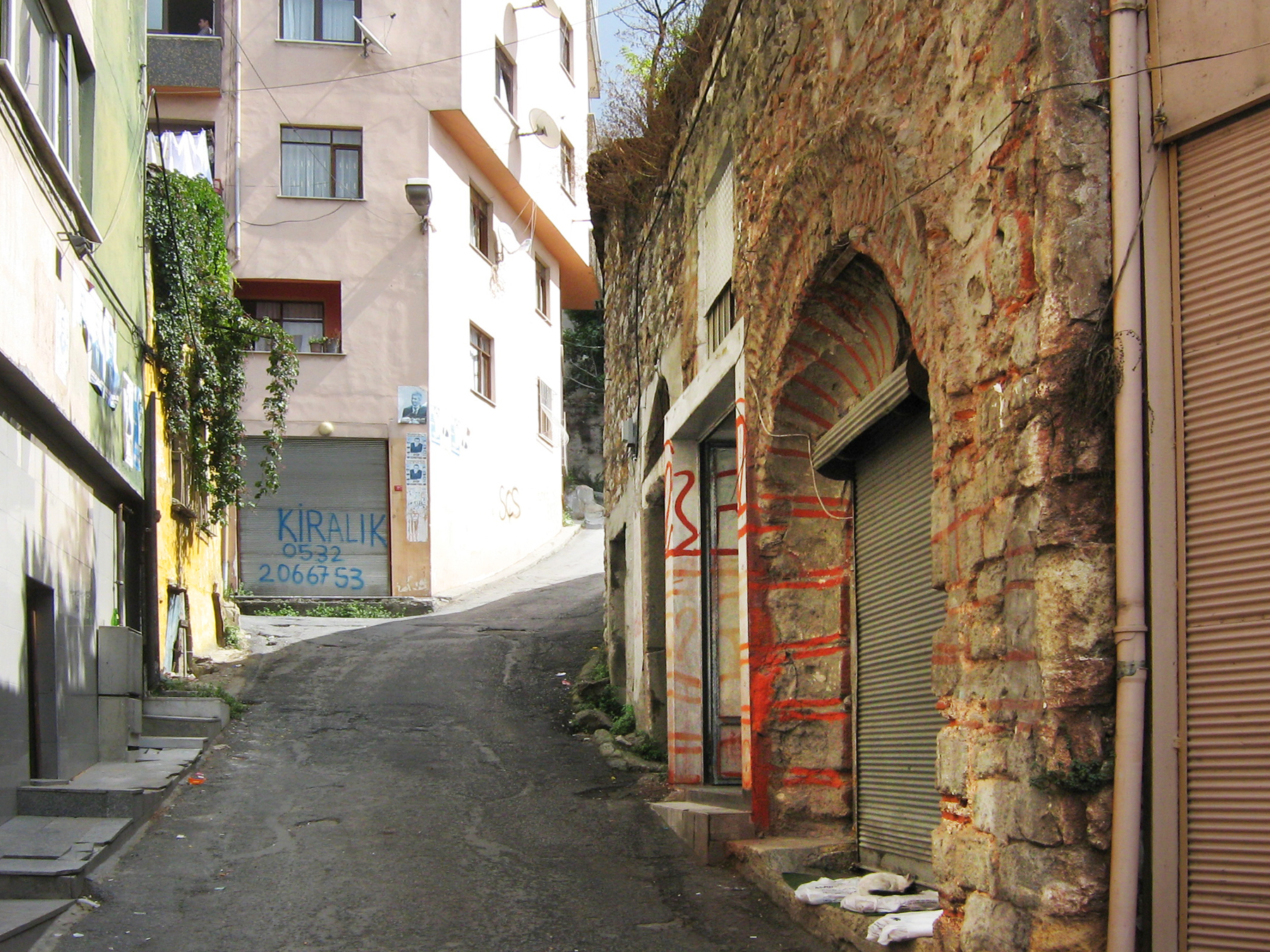
Mayor-Synagoge (rechts)

Die Mayor-Synagoge (türkisch Mayor Sinagogu) ist eine ehemalige Synagoge im Bezirk Hasköy von Beyoğlu in Istanbul (Türkei).
Gemäß dem Historiker Lorans Tanatar Baruh wurde die Synagoge in der byzantinischen Zeit errichtet und wurde Maior (lateinisch für größer) genannt, da sie die größte des Bezirks war. Andere Quellen hingegen besagen, dass die Synagoge vor 300 bis 500 Jahren von Juden von Mallorca errichtet wurde. Gemäß dem Geschichtswissenschaftler Jak Deleon gab es noch in den 1950er Jahren eine Mayorka-Synagoge in Hasköy.
Die Synagoge wird heute als Lagerplatz, Workshop-Haus und Billardhalle genutzt. Im September 2009 nutzte der Künstler Serge Spitzer die Stätte für sein Installationskunstwerk Molecular Istanbul.